# George Spotton
George Spotton, född den 23 mars 1877, avliden den 20 april 1936, var en kanadensisk politiker i Konservativa partiet.
Spotton var ledamot i det kanadensiska parlamentet mellan 1927 och 1935.